# 黒木登志夫
黒木 登志夫（くろき としお、1936年1月10日 - ）は、日本の医師・医学者。医学博士（1966年）。東京大学名誉教授、岐阜大学名誉教授。

## 略歴
東京生まれ。1960年東北大学医学部卒。1966年医学博士。東北大学抗酸菌病研究所助手、1961年東北大学医学部助教授、1971年東京大学医科学研究所助教授、教授。1996年定年退官、名誉教授、昭和大学教授。2001-2008年岐阜大学学長、同名誉教授。2000年日本癌学会会長。2008年日本学術振興会学術システム研究センター副所長（2012年−同相談役、2016年−同顧問）。専門は、がん細胞・発がん。

## 受賞・栄典
- 1970年　高松宮妃癌研究基金学術賞
- 1998年　日本癌学会吉田富三賞
- 2011年　瑞宝重光章[3]
- 2017年　山上の光賞
- 2021年　川崎市文化賞

## 著書
- 『がん細胞の誕生』朝日選書 1983
- 『がん遺伝子の発見 がん解明の同時代史』中公新書 1996
- 『健康・老化・寿命 人といのちの文化誌』中公新書 2007
- 『落下傘学長奮闘記 大学法人化の現場から』中公新書ラクレ 2009
- 『知的文章とプレゼンテーション 日本語の場合、英語の場合』中公新書 2011
- 『iPS細胞 不可能を可能にした細胞』中公新書 2015
- 『研究不正 科学者の捏造、改竄、盗用』中公新書 2016
- 『死ぬということ 医学的に、実務的に、文学的に』中公新書 2024

### 共編著
- 『新しい発癌のメカニズムと評価』林裕造共編 サイエンスフォーラム 1984
- 『科学者のための英文手紙の書き方』F.ハンター・藤田共著 朝倉書店 1984
- 『臨床医のための図説発癌と癌細胞』編 メジカルビュー社 1985
- 『目でみるがん研究』豊島久真男、武部啓、菅野晴夫共編 東京大学出版会 1989
- 『細胞培養技術』千田和広、許南浩共編 新生化学実験講座 東京化学同人 1990
- 『がんのバイオサイエンス 3 発がんとがん細胞』編 東京大学出版会 1991
- 『細胞工学ハンドブック』谷口克、押村光雄共編 羊土社 実験医学別冊 1992
- 『遺伝子の病気としての<がん>』垣添忠生共編 メジカルビュー社 1994
- 『細胞増殖因子 クロストークと多様性からみた疾患への関与』編 メジカルビュー社 最新医学からのアプローチ 1995
- 『細胞増殖とがん』澁谷正史共編 岩波講座現代医学の基礎 1999
- 『癌 患者になった5人の医師たち』柴田高志、荒川健二郎、小倉恒子、星野仁彦共著 角川oneテーマ21 2000
- 『培養細胞実験ハンドブック 細胞培養の基本と解析法のすべて』許南浩共編 羊土社 実験医学別冊 2004

### 翻訳
- 国際癌研究機関編『化学物質のヒトに対する発癌性の評価 ヒトの癌と関連した化学物質,生産プロセスおよび産業』松島泰次郎共監訳 サイエンスフォーラム 1985

## 論文
- 黒木登志夫 - CiNii Articles